# Нью-Трентон (Індіана)
Нью-Трентон (англ. New Trenton) — переписна місцевість (CDP) в США, в окрузі Франклін штату Індіана. Населення — 269 осіб (2020).

## Географія
Нью-Трентон розташований за координатами 39°18′32″ пн. ш. 84°53′49″ зх. д. / 39.30889° пн. ш. 84.89694° зх. д. (39.308835, -84.896853).  За даними Бюро перепису населення США в 2010 році переписна місцевість мала площу 1,14 км², уся площа — суходіл.

## Демографія
Згідно з переписом 2010 року, у переписній місцевості мешкали 252 особи в 105 домогосподарствах у складі 69 родин. Густота населення становила 221 особа/км².  Було 113 помешкання (99/км²).
Расовий склад населення:
| - 98,8 % — білих |

До двох чи більше рас належало 1,2 %. Частка іспаномовних становила 0,4 % від усіх жителів.
За віковим діапазоном населення розподілялося таким чином: 25,0 % — особи молодші 18 років, 61,9 % — особи у віці 18—64 років, 13,1 % — особи у віці 65 років та старші. Медіана віку мешканця становила 38,8 року. На 100 осіб жіночої статі у переписній місцевості припадало 93,8 чоловіків;  на 100 жінок у віці від 18 років та старших — 94,8 чоловіків також старших 18 років.
Середній дохід на одне домашнє господарство  становив 55 026 доларів США (медіана — 57 944), а середній дохід на одну сім'ю — 64 457 доларів (медіана — 59 028). За межею бідності перебувало 7,3 % осіб, у тому числі 0,0 % дітей у віці до 18 років та 0,0 % осіб у віці 65 років та старших.
Цивільне працевлаштоване населення становило 217 осіб. Основні галузі зайнятості: освіта, охорона здоров'я та соціальна допомога — 43,8 %, виробництво — 18,4 %, науковці, спеціалісти, менеджери — 10,6 %, фінанси, страхування та нерухомість — 9,7 %.